# Riesen-Träuschling
Der Riesen- oder Kultur-Träuschling (Stropharia rugosoannulata) ist eine Pilzart aus der Familie der Träuschlingsverwandten. Im Handel wird er manchmal auch als Braunkappe bezeichnet.

## Merkmale
Der Riesen-Träuschling bildet große, in Hut und Stiel gegliederte Fruchtkörper, der Hut wird 8–15, in Ausnahmefällen bis 25 cm breit. Die Hutoberfläche ist schwach schmierig, aber nie schleimig, wenn auch mit kleinen schleimigen Warzen. Die Hutfarbe reicht von blass graubraun, gelbbraun, rostbraun bis kastanienbraun oder graublau. Eine gelbhütige Form wird als var. lutea bezeichnet. Der Rand des Hutes ist anfangs stark eingerollt. Die Lamellen sind grau- bis schwarzviolett gefärbt, sie sind dünn und stehen eng. Der 7–16 cm lange und 2–2,5 cm starke Stiel ist weißlich, im Alter auch weißbräunlich gefärbt und hohl werdend, er ist trocken und kahl, an seinem Grund sitzen auffällig lange, verzweigte Myzelstränge.

## Ökologie
Der Riesen-Träuschling ist ein saprobiontischer Bewohner von verrottenden Pflanzenabfällen, Stroh, Holz- und Rindenhäcksel und Humus und nährstoffreicher Erde, er wächst auf Ruderalplätzen, in Gärten, Parkanlagen an Straßenböschungen und Wegrändern, auf Strohmieten und Abfallhaufen. Die Fruchtkörper erscheinen in Mitteleuropa im Frühjahr und Herbst, es besteht eine ausgeprägte Fruktifikationslücke im Sommer. Der Riesen-Träuschling gehört zur Gruppe der nematophagen Pilze. Diese Eigenschaft geht auf die in der Gattung Stropharia einzigartig vorkommenden Akanthozyten zurück. Dieser Zelltyp ist in der Lage, die Kutikula von Nematoden mechanisch zu zerstören.

## Verbreitung
Der Riesen-Träuschling ist eine holarktisch-subatlantisch verbreitete Art, die in Japan, Nordamerika, Argentinien und Europa nachgewiesen wurde. In Europa werden Funde aus Italien, Frankreich, den Niederlanden, Großbritannien, der Schweiz, Österreich, Deutschland, Tschechien und Polen gemeldet, nördlich kommt die Art bis Norwegen und Schweden vor. In Europa wird die Art erst seit den 1950er Jahren gefunden, möglicherweise wurde sie aus Nordamerika eingeschleppt. In Deutschland kommt der Riesen-Träuschling im Norden und Nordwesten zerstreut vor, sonst ist er selten. Die Art ist in Deutschland in Ausbreitung begriffen, sie profitiert unter anderem von der zunehmenden Verwendung von Holzhäcksel und Rindenmulch in Gärten und Parks.

## Bedeutung
Der Riesen-Träuschling ist ein Speisepilz, der seit etwa 1970 auch kultiviert wird. Als Kulturpilz wird er auf Stroh gezüchtet. Es wurden individuelle Unverträglichkeiten sowie Vergiftungen mit Riesen-Träuschlingen berichtet, die in Parkanlagen auf Holzschredder gesammelt wurden.